# Bracon sedulus
Bracon sedulus är en stekelart som beskrevs av Cameron 1886. Bracon sedulus ingår i släktet Bracon och familjen bracksteklar. Inga underarter finns listade.